# Livio Zeller
Livio Zeller-Celso (Trieste, 6 aprile 1923 – Milano, 25 dicembre 2014) è stato un ingegnere chimico italiano.
Nel 1961, insieme all'ing. Vitangelo D'Amato, inventò un estere del cloramfenicolo; l'invenzione comprende chloramphenicol hemidiglycolate nella formula <FORM:0950515/C2/1> e la sua preparazione per reazione a -15 fino a 0 °C.

## Biografia
Livio Zeller, figlio di Romeo Zeller e Paola Sabbadini, passò la sua infanzia a Trieste, frequentando le scuole medie presso la Scuola Ebraica di Trieste.
In seguito alla promulgazione delle leggi razziali del 1938, si trasferì a Svizzera dove frequentò la scuola politecnica
Università di Losanna, laureandosi con una tesi sulla sintesi chimica dei nuovi antibiotici. Si iscrisse poi ad una seconda laurea al Politecnico federale di Zurigo, che lasciò quando ricevette una proposta di lavoro presso la Lepetit Farmaceutici, società fondata da Roberto Lepetit.
Nell'arco della sua carriera ha ricoperto diversi ruoli: ricercatore, Vice Direttore tecnico, Ispettore Chimico Estero, Direttore Centrale Ricerca e Sviluppo, Vicepresidente aziendale, principalmente per le ditte Lepetit Farmaceutici e Farmitalia-Carlo Erba. 

Tra le sue innumerevoli iniziative, sia di carattere professionale che culturale, sono da citare la creazione del Laboratorio di Microbiologia applicata presso l'Università degli Studi di Pavia (sotto la guida del Dr. Isvan Fuerez) e l'organizzazione del Centro di Ricerca Culturale della Lepetit, in collaborazione con l'Associazione degli Amici del Piccolo teatro di Milano.

### Incontri
Tramite la sua professione e grazie al suo spiccato senso di socialità, Livio Zeller ha incontrato innumerevoli persone, condividendo con esse la sua propensione alla ricerca e all'iniziativa, sia in ambito scientifico che culturale.

### Viaggi
In veste di Vice Direttore tecnico e successivamente di Ispettore Chimico Estero (presso l'azienda Lepetit), Livio Zeller ha viaggiato in tutto il mondo: dall'Italia all'Argentina, dalla Svizzera a Israele, dall'America all'India.

### Psicotest
Una delle passioni dell'ing. Livio Zeller è la grafologia; ispirandosi allo studio di questa tecnica, a cavallo tra gli anni 80 e 90 egli elaborò un test, che definì Psicotest, attuo a dedurre alcuni tratti caratteriali di un individuo attraverso l'analisi di un suo disegno. Pare esista una tecnica simile, il test di Warteg, che però presenta caratteristiche differenti; per cui la paternità dello Psicotest viene attribuita pienamente a Livio Zeller, che ne ha effettuati circa 5000 in vent'anni.

## Pubblicazioni e congressi
- Il Sole 24 Ore del 05/02/1991: "L'idrogeno dal sole e dalle cellule, nuova frontiera per l'energia pulita".
- Società Chimica Italiana divisione Chimica Analitica: discorso inaugurale del congresso "La Qualità della Ricerca".

## Citazioni
"Come raggiungere la felicità (se esiste)?
1. . Sormontare lo stress.
2. . Riflettere sull'esistenza.
3. . Conquistare sostanza dello humour.
4. . Saper discutere dei problemi.
5. . Avere la capacità di essere i registi del proprio film nella vita

...E infine, cercare l'amore." 

"Sapete perché colleziono setacci? 

Ve lo dico io: perché il setaccio è il primo strumento che l'uomo ha creato per separare il desiderato dal non desiderato. 

Seconda domanda: dove sta il desiderato? 

La maggior parte della gente mi dice 'sopra', pensando all'oro. E allora io dico, 'dipende, dove sta la farina? Sotto'."

## Opere
- Idrogeno e setacci, Lampi di stampa, Milano, 2011. ISBN 978-88-488-1228-3